# Stronger (песня Канье Уэста)
«Stronger» — второй сингл с третьего студийного альбома американского хип-хоп артиста Канье Уэста. Песня содержит вокал песни «Harder, Better, Faster, Stronger» французского дуэта Daft Punk. На 50-й церемонии вручения премии «Грэмми» песня выиграла Грэмми за «Лучшее сольное рэп-исполнение».

## Создание
Часть трека «Stronger» впервые появилась на микстейпе «Can't Tell Me Nothing». После этого, 31 мая 2007 года, Брендон Джошуа (англ. Brendon Joshua) выложил полный трек в своём подкасте. Обложка сингла появилась на сайте Канье 28 июня 2007 года. Она создана японским художником Такаси Мураками, который помог Уэсту сделать обложку альбома «Graduation». На обложке изображён символ Уэста — плюшевый мишка, на котором надеты такие же очки как у Канье в клипе. Уэст исполнил частичную версию этой песни 1 июля 2007 года, на концерте в честь Принцессы Дианы на стадионе Уэмбли. 63 000 человек были на стадионе, а примерно 500 миллионов в более чем 140 странах — смотрели это мероприятие по телевизору.
31 июля 2007 года сингл появился в iTunes. Он дебютировал на 47 месте, а в конечном итоге поднялся на первое место. Это третий сингл Уэста, поднявшийся на первое место в США, наряду с «Slow Jamz» и «Gold Digger». После того как сингл поднялся на первое место ещё и в Великобритании, последовал международный успех. Он занял первое место среди синглов в Канаде, Турции и Новой Зеландии. Также трек получил признание критиков и получил несколько наград, среди которых премия «Грэмми». Группу Daft Punk, с удивлением для неё, пригласили на 50-ю церемонию вручения премии «Грэмми» в Стэйплс Центр в Лос-Анджелесе, где они исполнили переделанную версию своей песни. В пресс-релизе заметили, что это первое живое телевизионное выступление в их карьере.

## Художественные особенности
По жанру трек «Stronger» — смесь хип-хопа с электронной музыкой. Написан в тональности ми-бемоль минор, со скоростью 104 ударов в минуту. В песне используется вокал, взятый из песни «Harder, Better, Faster, Stronger» группы Daft Punk. Его сделали более похожим на голос робота и уменьшили темп. Также в песне более трёх раз используется известное изречение Фридриха Ницше «Что не убивает нас, делает нас сильнее».
Уэст сотрудничал с Timbaland, чтобы привести звук ударных к тому виду, который стал окончательным и появился в альбоме «Graduation». Предальбомная версия трека была выпущена 4 октября 2007 года. В этой версии есть дополнительный куплет, и звук менее похож на синтезаторный.
3 июля 2007 года, в интервью BBC Radio 1, Уэст заявил, что он верит, что «Stronger» — великая песня, и что он не сравнивает её с оригиналом. Авторы «Harder, Better, Faster, Stronger», группа Daft Punk, при первом прослушивании на радиостанции Power 106 в Сан-Франциско, остались довольны песней.

## Чарты
11 августа 2007 года «Stronger» дебютировал в Billboard Hot 100 на 47 месте. Это наилучший результат той недели. Следующие восемь недель, трек поднимался в чарте и 29 сентября добрался до первого места. По состоянию на август 2010 года в США было продано 4 106 000 цифровых копий. Песня дебютировала в UK Singles Chart под номером 3. В конце 2007 года сингл стоял на 19 месте в списке самых продаваемых синглов Великобритании за тот год.

## Видео
Видео снято Гайпом Вильямсом (англ. Hype Williams) за девять дней в Японии. Впервые оно было показано 19 июня 2007 года в Tribeca Studios в Нью-Йорке. Общественная премьера состоялась 26 июня на телеканале MTV Germany в программе TRL.
Также в клипе снимались певица и модель Кейси Вентура (англ. Cassie Ventura), японская мотоциклетная банда и два актёра из фильма «Daft Punk's Electroma», одетые как группа Daft Punk. Клип содержит многочисленные кадры из аниме «Akira», 1988 года выпуска. Очки, которые Уэст носит в клипе, стали его визитной карточкой и теперь часто во время концертов он их надевает.

## Кавер-версии и использование
JabbaWockeez исполнили выступление под этот трек в финале первого сезона конкурса «Короли танцпола». 30 Seconds to Mars исполнили кавер-версию «Stronger» на BBC Radio 1 и выпустили в Великобритании вместе с синглом «From Yesterday». В этой версии используется гитара, а темп понижен. Также песню можно услышать в проморолике к фильму «Королевство», в 4 эпизоде 4 сезона американского сериала «Красавцы» и в фильме Никогда не сдавайся, во время сцены, когда герой собирается и едет в клуб на турнир. Британский рэпер Kano выпустил фристайл-версию песни на своём микстейпе «MC No. 1». Американский рэпер Pitbull добавил свой текст и припев не меняя мелодии, в начале песни, до оригинального исполнения Канье Вестом, продолжительность трека составила около 5 минут.

## Список композиций
| CD-сингл (Международный) 1. «Stronger» (Album version) — 5:15 2. «Stronger» (Instrumental) — 5:15 3. «Can’t Tell Me Nothing» — 4:34 4. «Stronger» (Video) — 4:29 12" промосингл A-side 1. «Stronger» (Clean) 2. «Stronger» (Explicit) B-side 1. «Stronger» (Radio edit) 2. «Stronger» (Instrumental) 3. «Bittersweet» (Bonus track) | CD-сингл (UK) 1. «Stronger» (Album Version) — 5:14 2. «Can’t Tell Me Nothing» (Album Version) — 4:32 12" диск (UK) 1. «Stronger» (Radio edit) 2. «Stronger» (LP dirty) 3. «Stronger» (Instrumental) 4. «Stronger» (LP clean) iTunes Ремиксы 1. «Stronger (A-Trak Remix)» — 4:36 2. «Stronger (Andrew Dawson Remix)» — 4:46 |

## Позиции в чартах
| Чарты (2007)                    | Наивысшая позиция |
| ------------------------------- | ----------------- |
| ARIA Charts                     | 2                 |
| Ö3 Austria Top 40               | 29                |
| Canadian Hot 100                | 1                 |
| IFPI                            | 27                |
| Tracklisten                     | 20                |
| Dutch Singles Chart             | 35                |
| European Hot 100 Singles        | 3                 |
| Mitä hittiä                     | 8                 |
| SNEP                            | 3                 |
| Media Control Charts            | 17                |
| Irish Singles Chart             | 2                 |
| RIANZ                           | 1                 |
| Norwegian Singles Chart         | 3                 |
| AFP                             | 30                |
| General Airplay Chart           | 56                |
| Sverigetopplistan               | 19                |
| Swiss Singles Chart             | 29                |
| Turkish Singles Chart           | 1                 |
| UK Singles Chart                | 1                 |
| Billboard Hot 100               | 1                 |
| Billboard Hot R&B/Hip-Hop Songs | 30                |
| Billboard Hot Rap Tracks        | 3                 |
| Billboard Pop Songs             | 1                 |

| Чарт (2007)       | Наивысшая позиция |
| ----------------- | ----------------- |
| Billboard Hot 100 | 27                |

| Чарт (2008)      | Наивысшая позиция |
| ---------------- | ----------------- |
| Canadian Hot 100 | 33                |

| Регион | Сертификация  | Продажи    |
| --- | ------------- | ---------- |
| Австралия (ARIA) | 4× Платиновый | 280 000^   |
| Германия (BVMI) | Платиновый    | 300 000    |
| Италия (FIMI) | Платиновый    | 50 000     |
| Новая Зеландия (RMNZ) | Золотой       | 7500*      |
| Великобритания (BPI) | 3× Платиновый | 1 800 000  |
| США (RIAA) · Mastertone | Платиновый    | 1 000 000^ |
| США (RIAA) | Бриллиантовый | 10 000 000 |
| * Данные о продажах приведены только на основе сертификации. · ^ Данные о тиражах приведены только на основе сертификации. · Данные о продажах + прослушиваниях приведены только на основе сертификации. |               |            |